# Macroderma gigas
Macroderma gigas é uma espécie de morcego da família Megadermatidae. Possui dois nomes comuns: falso morcego vampiro australiano ou morcego fantasma.
Pode ser encontrada na Austrália.
É a única espécie do gênero Macroderma.

## Morfologia
Essa espécie é distinto e facilmente identificável, por conta de seu tamanho.
A pelagem e as membranas das asas são pálidas, de cinza claro ou marrom claro a creme. Têm orelhas grandes acima da cabeça e há um grande trago bifurcado. M. gigas também tem olhos grandes, um longo e proeminente folha nasal, e não tem cauda, mas retém uma membrana caudal completa.

## Alimentação
Macroderma gigas é o único morcego carnívoro da Austrália, comendo grandes insetos, répteis, sapos, pássaros, pequenos mamíferos e, às vezes, outras espécies de morcegos. Grande parte dessas presas é capturada no solo; os morcegos fantasmas caem sobre os mamíferos de cima, envolvendo-os com suas membranas de vôo e os matam com mordidas na cabeça e no pescoço. 
Eles comem grandes quantidades de comida, incluindo carne, ossos, dentes, pelos, pequenas penas e exoesqueletos quitinosos de insetos.